# シュテファン・ポッシュ
シュテファン・ポッシュ（Stefan Posch  ,  1997年5月11日 - ）は、オーストリア・シュタイアーマルク州ユーデンブルク出身のプロサッカー選手。セリエAのアタランタBCに所属している。ポジションはDF。メディアによっては ステファン・ポッシュ と表記されることもある。

## 来歴
グラーツァーAKやSKシュトゥルム・グラーツなどのユースチームを渡り歩いたあと、2011年にFCアドミラ・ヴァッカー・メードリングのユースチームに入団。2014年にアマチュアリーグでデビューし、2014-15シーズンはBチームで28試合4得点を記録した。
2015年、ドイツに渡りTSG1899ホッフェンハイムと契約。2015-16シーズンはU-19リーグでプレーし、2016-17シーズンはBチームでプレー。2017年6月16日にプロ契約を締結し、トップチームに昇格。9月28日のUEFAヨーロッパリーグのPFCルドゴレツ・ラズグラド戦でプロ初出場。翌2018-19シーズンは最終ラインに定着し、2018年12月7日に2022年までの契約に合意した。
2022年9月1日、ボローニャFCへの買取オプション付きの1年間のレンタル移籍が発表された。
2022-23シーズン終了後の2023年5月31日、ボローニャが買い取りオプションを行使して完全移籍した。
2025年2月3日、アタランタBCへの買取オプション付きのレンタル移籍が発表された。

## オーストリア代表
2012年から各世代のオーストリア代表に招集され、2019年3月にUEFA EURO 2020予選のフル代表のメンバーに招集された。
2019年6月10日、UEFA EURO 2020予選の北マケドニア代表戦で代表初出場。